# SN 2008fv
SN 2008fv – supernowa typu Ia odkryta 27 września 2008 roku w galaktyce NGC 3147. W momencie odkrycia miała maksymalną jasność 16,50m.